# Ryzyko stopy procentowej
Ryzyko stopy procentowej – ryzyko związane z możliwością zmian wyniku finansowego danego podmiotu na skutek zmian stopy procentowej. Jest ono ryzykiem spekulatywnym, co oznacza, że jego materializacja może mieć zarówno pozytywne, jak i negatywne konsekwencje. Jest ono związane z niepewnością co do przyszłych kierunków prowadzonej przez bank centralny polityki pieniężnej i wynikających z tego zmiennych oczekiwań uczestników rynku, co do ceny pieniądza w przyszłości.  Ryzyko to dotyczy zarówno aktywów oprocentowanych (np. lokat bankowych, obligacji) jak i zaciągniętych przez dany podmiot zobowiązań oprocentowanych (np. kredytów czy wyemitowanych obligacji). Należy do kategorii ryzyka rynkowego.